# Leucania lepida
Leucania lepida là một loài bướm đêm trong họ Noctuidae.